# Urcuit
Urcuit (en euskera: Urketa) es una localidad y comuna francesa situada en el departamento de Pirineos Atlánticos, en la región de Aquitania y el territorio histórico vascofrancés de Labort.

## Geografía
Recorrida por el río Ardanabia, la comuna limita con Saint-Martin-de-Seignanx y Saint-Barthélemy al norte, al oeste con Lahonce, al sur con Mouguerre y Briscous, y al este con Urt.

## Heráldica
Tronchado de sinople y gules, cargado cada uno de tres pájaros de plata, volantes de cara y puestos en palo; jefe de plata, con una corona antigua convexa y saliente del jefe, surmontada del lema URKETA, en letras mayúsculas, de sable; punta cosida de azur, con un salmón contornado, de plata.

## Demografía
| Gráfica de evolución demográfica de Urcuit entre 1800 y 2012 |
|                                                              |

Fuentes: Ldh/EHESS/Cassini e INSEE.